# Деренковец
Деренкове́ц (укр. Деренковець) — село в Черкасском районе Черкасской области Украины.
Население по переписи 2001 года составляло 1780 человек. Почтовый индекс — 19430. Телефонный код — 4735.

## Местная власть
19425, Черкасская обл., Черкасский р-н, с. Набутов

## Известные уроженцы
- Сутурин, Анатолий Константинович — белорусский учёный в области технической кибернетики и информатики. Лауреат Государственной премии СССР.